# Болу-ди-ролу
Болу-ди-ролу (порт. Bolo de rolo) — традиционный бразильский десерт, родом из северного прибрежного штата Пернамбуку. Представляет собой род кондитерского рулета, сделанного из очень тонкого теста с начинкой из мармелада из гуавы — гойябады. Десерт возник в те времена, когда португальцы, осваивая Бразилию, искали местную замену привычным продуктам, которые им теперь приходилось везти издалека. Вместо традиционного для Португалии айвового мармелада, они начали варить мармелад из гуавы, используя дешевый и легкодоступный тростниковый сахар, плантации которого были основаны здесь же, причем такими плантациями особенно славился именно Пернамбуку. Вместо португальского десертного рулета «Постель Невесты» (порт. Colchão de noiva) с начинкой из орехов, здесь начали изготовлять рулет, начинённый местным мармеладом. 
Тонкое тесто требует, чтобы рулет состоял из множества слоёв. Сверху его для красоты посыпают сахаром.
В современной Бразилии рулет болу-ди-ролу был официально признан нематериальным культурным наследием штата Пернамбуку. Жители штата и его столицы, города Ресифи, сегодня готовят рулеты болу-ди-ролу не только в традиционной, но и в современных версиях — с другими начинками и различными украшениями. В итоге, современный болу-ди-ролу может отличаться от привычного нам кондитерского рулета только тонким тестом и куда большим количеством слоёв. 